# 采伦多夫

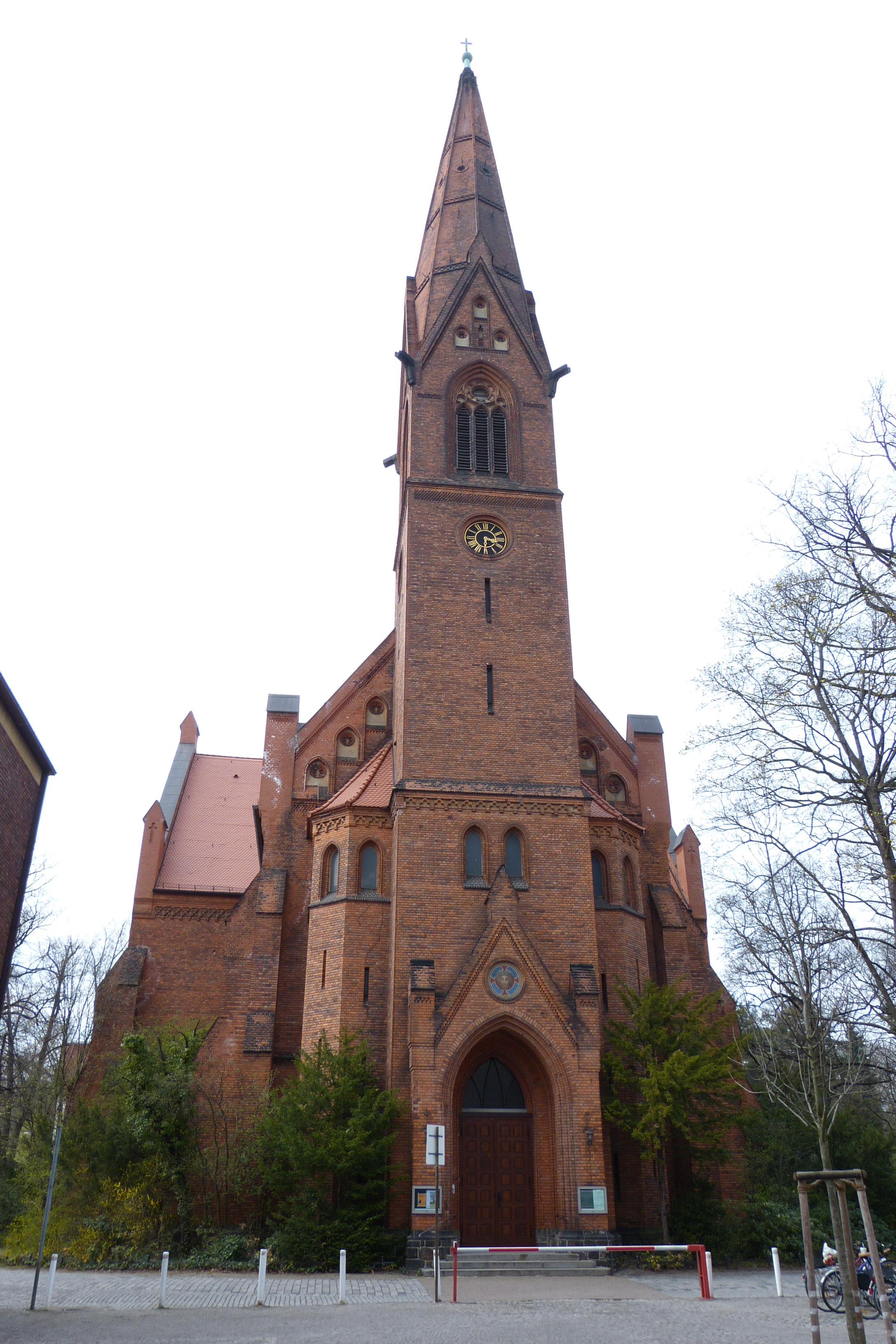

采伦多夫（德語：Zehlendorf，德語：[ˈtseːlənˌdɔʁf] ⓘ）是德國柏林施泰格利茨-采伦多夫区的一个下属区。在2001年行政區劃改革之前，采倫多夫是柏林的区之一。采倫多夫是柏林自然環境最好的地區，包括大量森林和湖泊，並且有眾多富裕的居住區，也是柏林住宅價格最貴的地區之一。人口57,902（2008年）。

## 外部連結
- "Berlin 1969" （页面存档备份，存于） From the American era.
- Century-old villa holds secrets （页面存档备份，存于） In German.